# Verónica Marcos Puig
Verònica Marcos Puig (València, 1976) és una política valenciana, diputada a les Corts Valencianes en la VI, VII, VIII i IX legislatures.
Llicenciada en tecnologia dels aliments, ha estat presidenta regional de Nuevas Generaciones del Partit Popular al País Valencià fins a 2012.
Fou escollida diputada per la província de València a les eleccions a les Corts Valencianes de 2003, 2007 i 2011. Ha estat vicepresidenta de la Comissió de Medi Ambient de les Corts Valencianes.

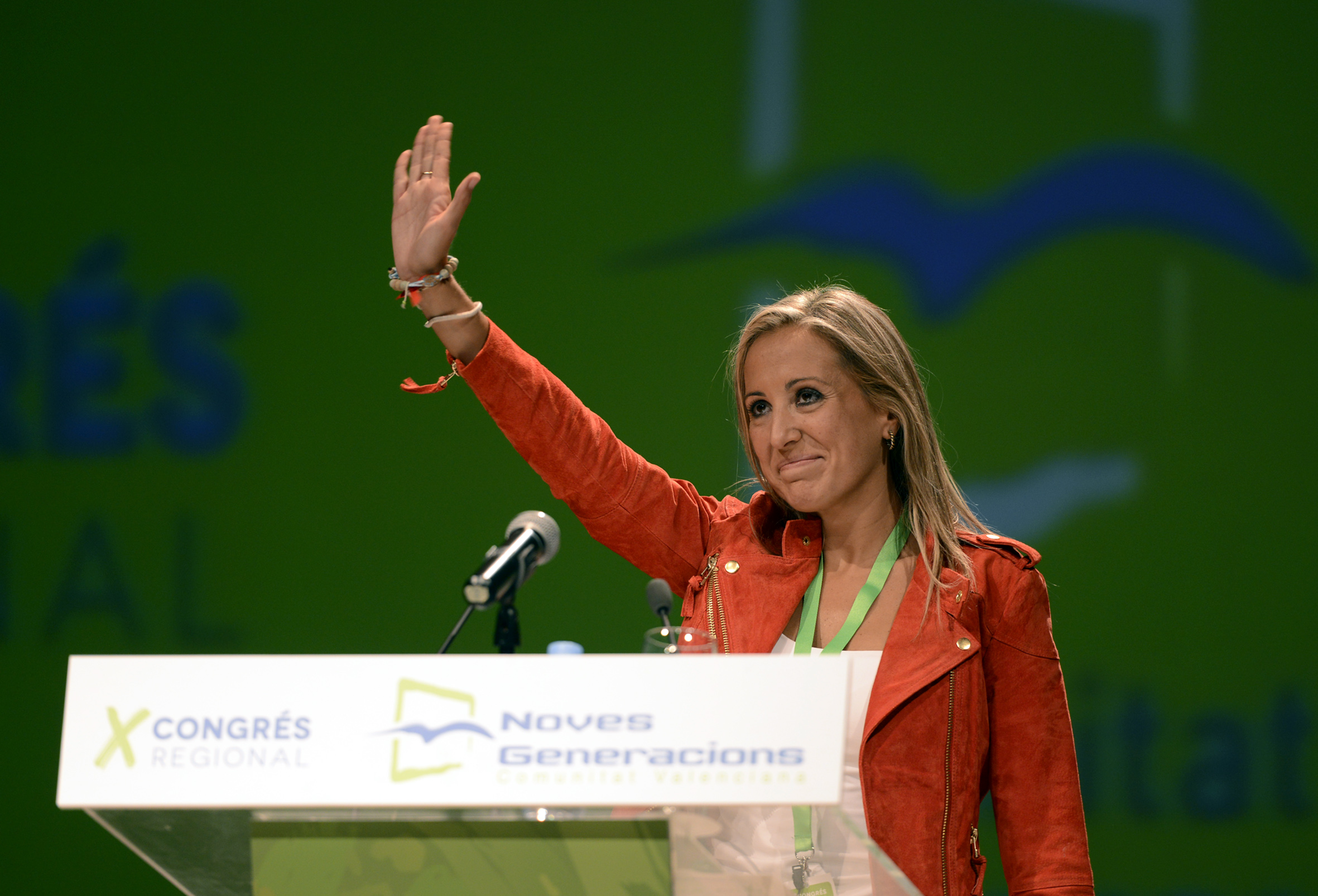
Verónica Marcos Puig en el X Congreso de nngg-cv en 2012